# Кингстън
Вижте пояснителната страница за други значения на Кингстън.
Кингстън (на английски: Kingston) e столицата и най-големият град на Ямайка, сред най-големите естествени пристанища в света.
Градът е разположен по бреговете на залив, ограден от планини. Има население от 660 000 жители (2004) и обща площ от 25 км² (10 мили²).
Основан е през 1693 г., след като силно земетресение разрушава по-голямата част на град Порт Роял - тогавашната столица на острова. През 1907 г. Кингстън е почти напълно унищожен от земетресение и е построен практически отново. Архитектурата му е смесица от сгради в традиционен колониален стил, модерни блокове, луксозни жилищни домове и бедняшки квартали (гета).
Кингстън е столицата на реге-музиката, която основно се развива в гетата.

## Известни личности
Родени в Кингстън
- Джон Барнс (р. 1963), английски футболист
- Марлон Джеймс (р. 1970), писател
- Деймиън Марли (р. 1978), музикант
- Шон Пол (р. 1973), музикант

## Побратимени градове
- Гуадалахара (Мексико)
- Ковънтри (Великобритания)
- Маями (Флорида, САЩ)